# Épagneul picard
Ne doit pas être confondu avec l'épagneul bleu de Picardie
L’épagneul picard est une race de chien originaire de Picardie en France. Il est fortement apparenté à l’épagneul bleu de Picardie et présente plusieurs similitudes avec cette race, mais c’est la race la plus ancienne des deux. C’est une des plus anciennes races d’épagneul du pays et il avait les faveurs de la noblesse française, restant très populaire pour la chasse après la Révolution grâce à son pelage résistant aux intempéries qui lui permet de chasser dans des conditions climatiques diverses et sur tous les terrains. Toutefois, il perd un peu de sa popularité avec l’arrivée des races anglaises au début du XXe siècle.
Légèrement plus petit que le setter anglais, mais plus grands que les autres épagneuls, il n’a pas de problèmes de santé particuliers, bien qu’il soit sujet aux otites comme les autres races à oreilles tombantes.

## Historique
L’épagneul français et l’épagneul picard sont considérés comme les deux plus anciennes races d’épagneul du continent. Toutes deux semblent descendre du chien d'oysel décrit dans les œuvres de Gaston Fébus (XIIIe siècle),. À cette époque, la chasse est l’une des activités les plus appréciées la noblesse française et l’épagneul de type français est une des races les plus appréciées. La race est d’ailleurs représentée sur des peintures datant de cette époque par des artistes comme Alexandre-François Desportes et Jean-Baptiste Oudry. C’est aussi la première race de chien à être admise à des salons.
La race devient plus populaire après la Révolution française, la chasse n’étant plus une activité uniquement réservée à la noblesse. Bien qu’on le trouve répartie dans l’ensemble du pays, un important contingent est présent dans le nord-ouest du pays, où son pelage résistant à l’eau en fait une race idéale pour chasser dans les bois et les marais. Durant le XIXe siècle, les chasseurs anglais traversent la manche et se rendent dans le nord-ouest de la France pour chasser dans ces terres réputées. Ils amènent alors leurs propres chiens de chasse, que les Français adoptent peu à peu, ce qui met en danger l’épagneul picard. Par ailleurs, l’infusion de sang de setter anglais dans la race créée l’épagneul bleu de Picardie.
L'épagneul picard est une race de chien très rare, qui ne se trouve quasiment qu'en France métropolitaine.
L’épagneul picard est reconnu par une grande variété de clubs canins et d’association comme la Fédération cynologique internationale, y compris à l’étranger comme le North American Kennel Club, l’American Rare Breed Association, l’United Kennel Club. Toutes ces associations utilisent le standard de la FCI. Il est également reconnu par le Continental Kennel Club, mais à la différence de l’épagneul bleu de Picardie qui lui est fortement apparenté, il n’est pas reconnu par le Canadian Kennel Club.

## Standard

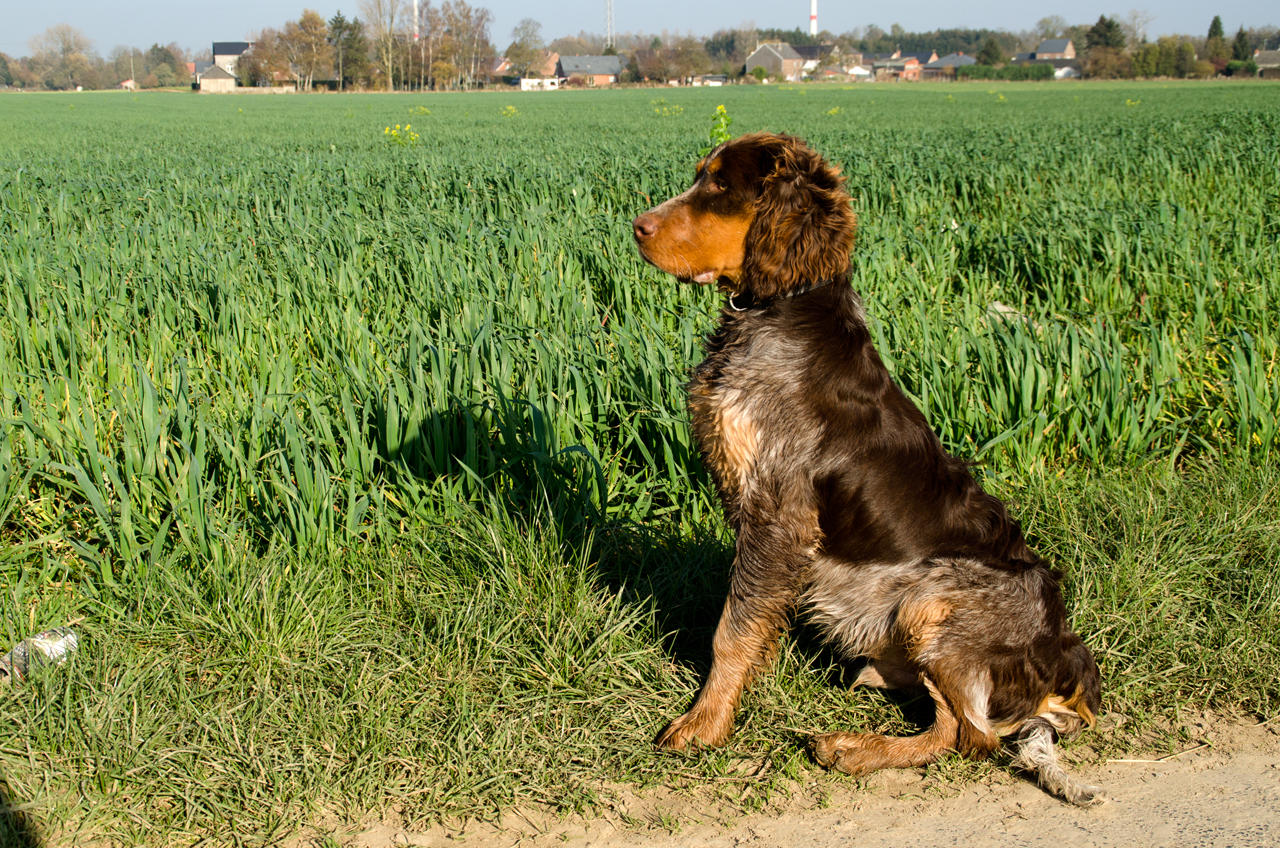
Jeune épagneul picard.

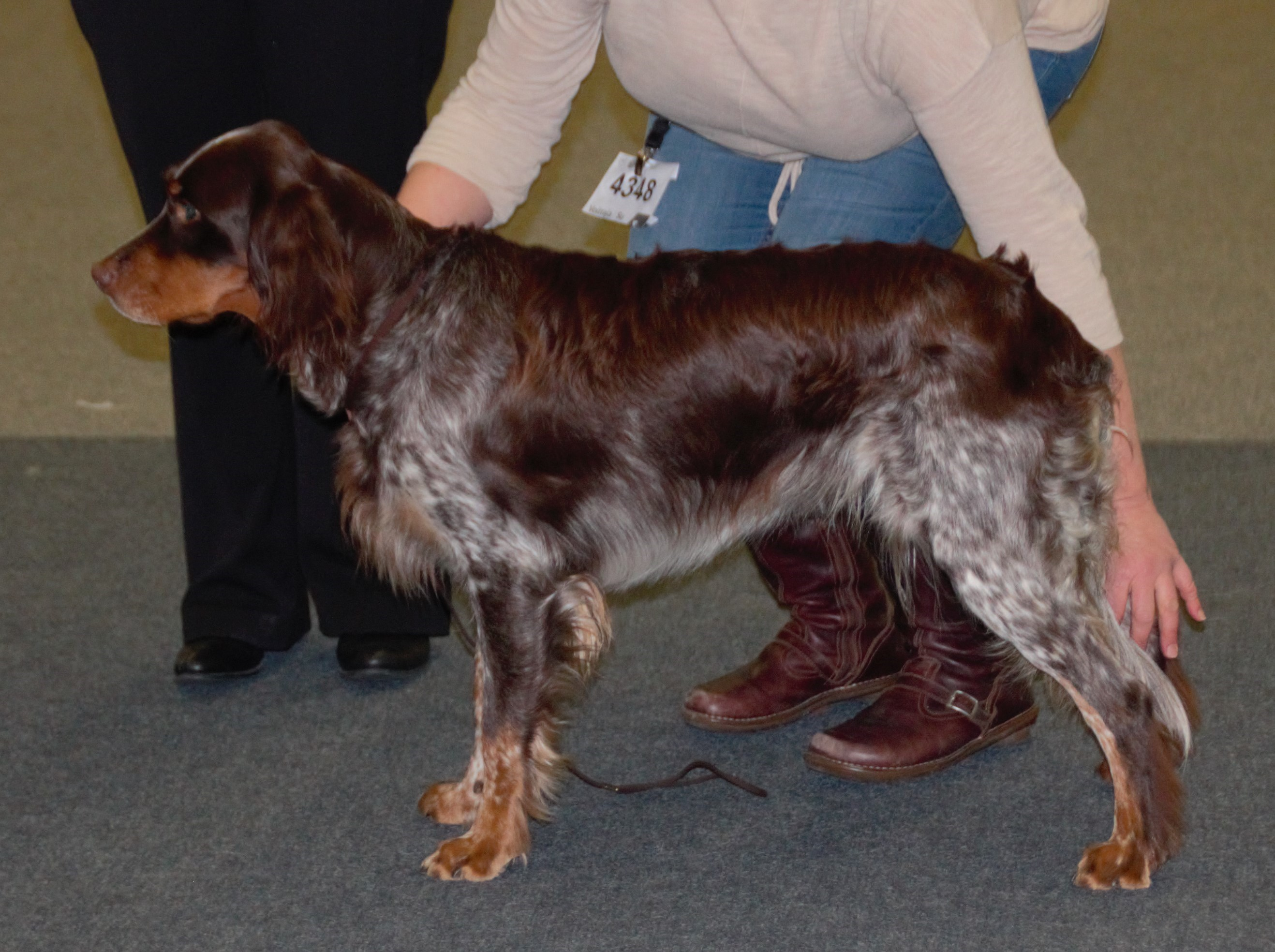
Femelle.

L'épagneul picard mesure typiquement 55 à 60 cm au garrot ; pour le mâle, la taille maximale tolérée est de 62 cm. Il peut peser entre 20 et 25 kg. Il faut mentionner que le poids n'est pas mentionné dans le standard de la race et qu'il n'est pas rare de voir des mâles atteindre les 30 kg; on prétend qu'il y aurait de vieilles souches plus charpentée se rapprochant du type ancestral et que les lignées plus légères seraient le résultat d'un apport de setter anglais. On dit aussi que la race a une taille similaire au setter anglais, bien que légèrement plus petit. Parmi les autres races d’épagneuls, seuls le grand épagneul de Münster et le chien de perdrix de Drente peuvent devenir plus grands, le premier mesurant 55 à 65 cm et le second entre 58 et 63 cm au garrot.
Ce chien a une bonne musculature et une tête ovale avec un long museau et des oreilles longues et tombantes. Les oreilles tombantes et bien fournies en poil soyeux encadrent bien la tête, leur insertion est assez basse. De couleur ambre foncé, les yeux sont bien ouverts avec un regard franc et très expressif.
Le poil est gros et pas très soyeux. Il est plus fin à la tête et légèrement ondulé sur le corps. La couleur de la robe est le gris moucheté, avec des plaques marron. Les marques feu sur la tête et aux pieds sont fréquentes.

## Caractère
Le standard FCI de la race ne décrit pas de tempérament typique de la race. L’épagneul picard est considéré comme une race de chien docile qui adore jouer avec les enfants, et qui créée facilement des liens avec son maître. On le décrit généralement comme ayant bon caractère et facile à dresser.

## Utilité
L'épagneul picard est un chien de chasse, qui a besoin de sorties quotidiennes.
L'épagneul picard est utilisé pour la chasse, dans les bois pour le faisan ou dans les marais où il chasse notamment la bécassine. C’est également un chien efficace pour chasser le canard, le lièvre ou le lapin. Il est particulièrement efficace dans les marais, où il n’hésite pas à sauter dans l’eau. Si besoin est, il peut aussi ramener le gibier. Ce chien adore les grands espaces où il peut se dépenser, mais il peut aussi se contenter d’espaces plus réduits et peut très bien vivre en ville. Les poils sont abondants et légèrement ondulés, ce qui lui permet de chasser dans une végétation dense et d’aller dans l’eau sans aucune difficulté.
Du fait de son caractère docile, c'est un chien de compagnie agréable, mais il demande beaucoup d'exercice physique.

## Santé
Aucune maladie génétique héréditaire n’est connue chez l’épagneul picard. Il a une longévité de 14 ans en moyenne. L’épagneul picard est particulièrement sensible aux otites, comme la plupart des autres chiens aux oreilles tombantes tels que les autres races d’épagneuls ou les bassets. L’épagneul picard a tendance à prendre rapidement du poids s’il est suralimenté.

## Élevage
Le club des éleveurs de l’épagneul picard a été créé en 1921, et a fusionné avec celui de l’épagneul bleu de Picardie le 28 juillet 1937. Une seconde fusion a lieu le 21 mai 1980 avec le club de l’épagneul Pont-Audemer, pour former le Club des Epagneuls Picards, Bleus de Picardie et Pont Audemer,.